# Social kontrollteori
Social kontrollteori eller kontrollteori är teoribildningar inom kriminologi som menar att brott och försumlighet beror på försvagade, nedbrutna eller frånvaron av sociala band eller socialisationsprocesser som bygger upp ett laglydigt och normkonformt beteende. Kontrollteoretikerna menar att det är människans relationer, åtaganden, värderingar, normer och övertygelser som gör att en individ inte bryter mot ett samhälles lagar och värderingar.
Inom kriminologi är kontrollteorierna en ideologiskt konservativ teoribildning som tillhör den positivistiska skolan, nyklassiska skolan och högerrealismen. Social kontrollteori bygger på funktionalistiska teorier och är centrala inom den nyklassiska straffrättsideologin och högerrealismen.

## Idéhistoria
Kontrollteorierna är en konservativ reaktion främst mot konfliktteorierna som var stora under 1960- och 1970-talet. Teorierna utgår från det klassiska rational choice-tänkandet som företräddes av bland andra Cesare Beccaria och Jeremy Bentham. De grundläggande tankarna i alla kontrollteorier går att spåra till den franske sociologen Émile Durkheims tankar om brottslighetens orsaker, som formulerades i slutet på 1800-talet i teorin om anomi (1893). Med sin teori menade han att en normupplösning i samhället är en viktig faktor för förklaringen till varför människor börjar begå brott eller rent av tar livet av sig. Tanken är att den förlorade sociala kontrollen innebär att människor i detta normupplösningstillstånd tappar sin förankring i tillvaron. Idén är att de band som binder samman människan och samhället är av avgörande vikt.
Teoretikerna menar att människans relationer, åtaganden, värderingar, normer och övertygelser uppmuntrar till att inte bryta mot lagen. Genom att moraliska föreskrifter internaliseras binds individen till samhället och kommer frivilligt begränsa sin egen benägenhet och potential att begå avvikande handlingar. Teorierna försöker hitta svaret genom vilka metoder man kan minska troligheten att en individ utvecklar ett kriminellt beteende, och begränsar sin syn till att handla om socialisationsprocesser och social inlärning. Detta bygger på en Hobbesk syn på människans natur som finns representerat i hans bok Leviathan, det vill säga att alla val begränsas av implicita sociala kontrakt, avtal och överenskommelser mellan människor för att upprätta en moral i en värld av människor som bara följer sitt egenintresse - i naturtillståndet blir hela livet ett allas krig mot alla (bellum omnium contra omnes). Målet är social ordning med tydlig fördelning och med konsekvenser för beteenden som definieras som onda, omoraliska eller olagliga.
Den främsta bland kontrollteoretikerna är Travis Hirschi med sin teori om social kontroll/sociala band och Teorin om självkontroll. Andra är David Matza och Gresham Sykes med neutralisationstekniker, samt den senare driftteorin av Matza.
Den moderna brottspreventiva kontrollmodellen hämtar sitt ideologiska fundamenta ur kontrollteorierna.

## Social kontroll
Sociala kontrollteori, presenterad genom bland annat Travis Hirschis forskning, menar att socialisationsprocessen och social inlärning bygger självkontroll hos individen, något som skulle minska benägenheten att ägna sig åt beteenden som kan anses avvikande eller är antisociala. Social kontrollteori är funktionalistisk i sin syn på brott och enligt Ivan Nye finns fyra typer av kontroll:
- Direkt kontroll: Den direkta kontrollen verkställs dels genom hot om straffsanktion mot avvikande/felande beteende, dels genom belöning av föräldrar, släkten och myndigheter om de sociala normerna följs.
- Indirekt kontroll: Den indirekta kontrollen verkställs genom risken för skam och besvikelse hos individen själv eller hos dess omgivning på grund av individens handlingar.
- Intern kontroll: Den interna kontrollen verkställs genom personens samvete, överjaget och skuldkänslor, som får honom eller henne att avstå från att delta i brottsliga aktiviteter.
- Kontroll genom behovstillfredsställelse: Kontrollen genom behovstillfredsställelse verkställs genom att individens behov är uppfyllda, varför det inte finns någon mening med kriminella aktiviteter.

### Teorin om sociala band

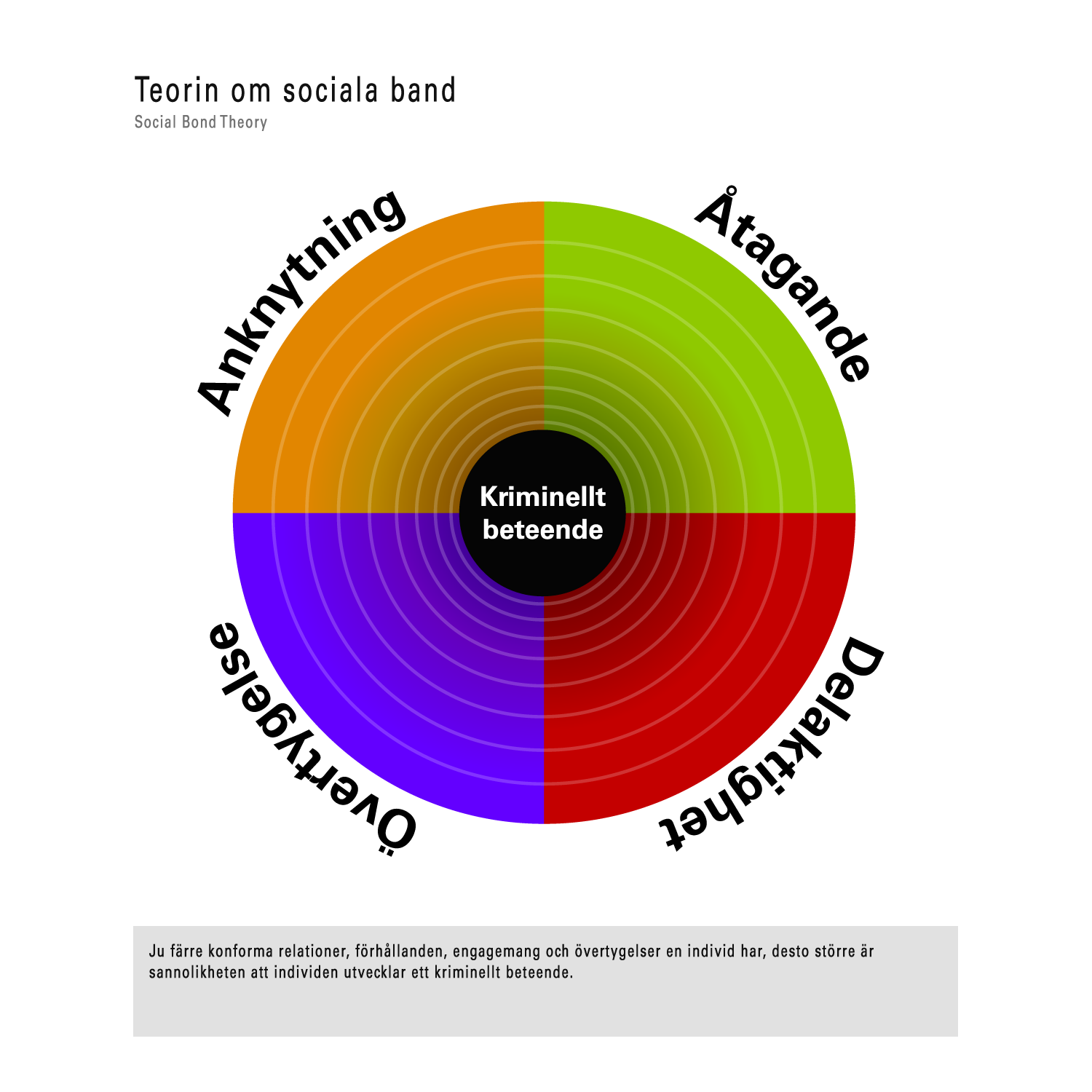
Ju färre konforma relationer, förhållanden, engagemang och övertygelser en individ har, desto större är sannolikheten att individen utvecklar ett kriminellt beteende.

En av de mest kända teorierna inom social kontrollteori är teorin om sociala band. Teorin presenterades 1969 i boken Causes of Delinquency författad av Travis Hirschi. Teorin om sociala band vann stor popularitet bland kriminologer världen över under 1970- och 1980-talet. Teorins utgångspunkt går att hitta i Durkheims teorier om effekter av relationsupplösning i samhället. Begreppet sociala band avser relationen inom grupper till vilka individen hör. Friheten från dessa band ger ett ökat handlingsutrymme för individen att agera i enlighet med sina intressen, men som strider mot de etablerade samhällsnormerna.
Enligt Hirschi finns det fyra element som hos individen förmår ett avståndstagande från avvikande beteenden och brottsliga handlingar: anknytning (attachment), åtaganden (commitment), delaktighet (involvement) och övertygelse (belief). Dessa fyra element är enligt Hirschis teori helt avgörande för att en individ inte ska begå brott, och ju större investeringar individen gjort i dessa element desto dyrare blir det att bryta med dem.
Ett grundläggande antagande är att den kriminelle söker skapa största möjliga lycka till minsta möjliga pina. Brottslingen antas vara en utilitaristisk hedonist som genom brott försöker tillfredsställa icke-uppfyllda behov.
Teorin om sociala band är intimt förknippad med social kontrollteori.

### Notförteckningar
1. ↑  Sarnecki 2003, s. 215-226.
2. 1 2  Hirschi 2002.
3. ↑  Hobbes 2009.
4. ↑  Lloyd & Sreedhar 2008.
5. ↑  Nye 1958.
6. ↑  Sarnecki 2003, s. 218.

### Källförteckningar
- Hirschi, Travis (2002) (på engelska). Causes of Delinquency. New Brunswick: N.J.: Transaction Publishers. Libris 5611997. ISBN 0-7658-0900-1
- Hobbes, Thomas (2009). ”Leviathan” (på engelska). http://www.gutenberg.org/files/3207/3207-h/3207-h.htm#2H_4_0110.
- Lloyd, Sharon A.; Sreedhar, Susanne (2008). ”Hobbes's Moral and Political Philosophy” (på engelska). Stanford Encyklopedia of Philosophy. http://plato.stanford.edu/entries/hobbes-moral/#StaNatStaWar.
- Nye, Ivan F. (1958) (på engelska). Family Relationships and Delinquent Behavior (första upplagan). New York: Wiley. Libris 592667
- Sarnecki, Jerzy (2003). Introduktion till kriminologi (första upplagan). Lund: Studentlitteratur. Libris 11459715. ISBN 978-91-44-01746-4